# フランコ・ペッリツォッティ
フランコ・ペッリツォッティ（Franco Pellizotti、1978年1月15日- ）は、イタリア・ラティザーナ出身の元自転車競技選手。

## 来歴
2006年のジロでは第10ステージで勝利。
2007年のジロでは第1ステージで行われたチームタイムトライアルにおける、リクイガスの勝利に貢献した。
2008年のジロでは、
- 山岳タイムトライアルとなった第16ステージにおいて、同年のジロで山岳賞を獲得したエマヌエーレ・セッラらを下して勝利。
- また第2～第5ステージまでマリア・ローザ（総合首位）を堅持。その後一旦順位を落としたものの、後半に組まれた山岳レースでの健闘もあり、総合4位に入った。

2009年
- ジロでは山岳コースにおいて健闘を見せ、特に、延々標高約1600m分を上るという、過酷な第17ステージを制覇した他、総合3位に入る健闘を見せた。
- ツールでは総合こそ37位にとどまったものの、カテゴリー超級である第9ステージのツールマレー峠、第16ステージのグラン・サン・ベルナール峠において首位通過し、また中盤ステージ以降は山岳賞狙いに照準を定め、山岳ポイントをコンスタントに稼ぐ策に出たことも功を奏し、マイヨ・ブラン・ア・ポワ・ルージュを獲得した。
- しかし2009年のこれらの成績は、ドーピング疑惑によりすべて取り消されることになる。

2010年
- 5月3日、バイオロジカル・パスポートによりドーピングの疑いが発覚。ジロの出場メンバーにも選ばれていたが急遽取り消される事態となった。
- 10月21日、イタリア国立アンチドーピング裁判所(Italian national anti-doping court、略称:TNA)は、「血液ドーピングに関与したという十分な証拠が得られない。」と結論付け、ペッリツォッティの嫌疑を晴らす裁定を下した。ペッリツォッティはこの裁定に基づき、国際自転車競技連合(UCI)に金銭的補償を求める意向も示している[1]。これに対しUCI会長、パット・マッケイドは同月28日、TNAの裁定に不服の意を示し、スポーツ仲裁裁判所(CAS)への上訴も視野に入れていると、記者会見で表明した[2]。

2011年
- 3月8日、スポーツ仲裁裁判所は、UCIのバイオロジカルパスポートを支持し、ペッリツォッティに2年間の出場停止処分および2009年シーズンの全成績の取り消し処分を下した。出場停止期間は2012年5月まで[3]。

2012年
- 4月30日、アンドローニ・ジョカットーリと契約を結んだ[4]。
- イタリア選手権 個人ロードレース優勝
- ジロ・デッレミリア 3位

2013年
- ジロ・デ・イタリア 総合11位

2017年
- UCIワールドツアーチームであるバーレーン・メリダに移籍。ジロ・デ・イタリアではエースのヴィンチェンツォ・ニバリをアシストし、ニバリの区間1勝と総合3位獲得に貢献。

2018年
- 年末をもって引退。

引退後は最後に所属したバーレーン・メリダでアシスタント・スポーツディレクターを務めている。

## ジロ・デ・イタリア戦績
- 2002 : 16位
- 2003 : 9位
- 2004 : 11位
- 2006 : 8位、第10ST優勝
- 2007 : 9位、チームTT優勝
- 2008 : 4位、第16ST優勝、 マリア・ローザ4日間保持
- 2009 : 3位、第17ST優勝も、ドーピング違反により抹消